# Mistrzostwa Europy w Judo 1997
46. Mistrzostwa Europy w Judo odbywały się w 1997 roku w Ostendzie (Belgia). Turniej drużynowy rozegrano 25 i 26 października w Rzymie.

## Mężczyźni
| Konkurencja: | Złoto | Srebro | Brąz |
| -60kg        | Rachad Mamedow | Yacine Douma | Pedro Caravana Girolamo Giovinazzo |
| -65kg        | Hüseyin Özkan | Giorgi Rewaziszwili | Larbi Benboudaoud Julian Davis |
| -71kg        | Giorgi Wazagaszwili | Anatolij Larjukow | Danny Kingston Christophe Gagliano |
| -78kg        | Johan Laats | Djamel Bouras | Patrick Reiter Dirk Radszat |
| -86kg        | Mark Huizinga | Sergiej Kliszin | Daan De Cooman Algimantas Merkevičius |
| -95kg        | Ben Sonnemans | Ghislain Lemaire | Dano Pantić Radu Ivan |
| +95kg        | Selim Tataroğlu | Dennis van der Geest | Rafał Kubacki Harry Van Barneveld |
| +            | Harry Van Barneveld | Volker Heyer | Selim Tataroğlu Indrek Pertelson |
| Drużynowo    | Holandia · Vincent van Kalken · Patrick van Kalken · Koen van Nol · Marcel Bosse · Mark Huizinga · Ben Sonnemans · Dennis van der Geest | Francja · Franck Chambilly · Ludovic Delacotte · Jessy Euclide · Cédric Claverie · Frédéric Demontfaucon · Eric Fauroux · Jérôme Dreyfus · (Darcel Yandzi, Stéphane Nomis · Baptiste Leroy, Daniel Fernandes, Laurent Crost) | Rosja · Vladimir Degtyarev · Mussa Nastuev · Witalij Makarow · Vitaly Krutogolov · Aleksiej Timoszkin · Jurij Stiopkin · Tamierłan Tmienow · (Aslan Anaev, Vadim Arkhipov, Konstantin Butenin · Nikolay Kutergin, Dmitry Elagin · Sergey Ignatiev, Mikhail Korobeinikov) · Włochy · Girolamo Giovinazzo · Francesco Giorgi · Federico Cainero · Dario Romano · Michele Monti · Luigi Guido · Giorgio Vismara · (Giovanni Carella, Amedeo Cottone, Francesco Lepre, Nicola Galante, Lamberto Raffi, Diego Sgreccia, Giuseppe Maddaloni) |

## Kobiety
| Konkurencja: | Złoto | Srebro | Brąz |
| -48kg        | Sylvie Meloux | Anna-Maria Gradante | Swietłana Komarowa Tatiana Moskwina |
| -52kg        | Inge Clement | Alena Karytskaja | Marie-Claire Restoux Ludmiła Chramowa |
| -56kg        | Marisabel Lomba | Isabel Fernández | Beata Kucharzewska Magali Baton |
| -61kg        | Gella Vandecaveye | Michaela Vernerová | Irena Tokarz Séverine Vandenhende |
| -66kg        | Yvonne Wansart | Úrsula Martín | Claudia Zwiers Kate Howey |
| -72kg        | Ulla Werbrouck | Chloe Cowen | Karin Kienhuis Uta Kühnen |
| +72kg        | Johanna Hagn | Michelle Rogers | Céline Lebrun Beata Maksymow |
| Open         | Beata Maksymow | Francoise Harteveld | Brigitte Olivier Raquel Barrientos |
| Drużynowo    | Francja · Sarah Nichilo-Rosso · Laëtitia Tignola · Isabelle Magnien · Karine Petit · Karine Rambault · Céline Lebrun · Carine Varlez · (Frédérique Jossinet, Séverine Bruneau, Barbara Harel · Christélle Faure, Amina Abdellatif · Christine Rey, Fatima Suleymanoglu) | Belgia · Ilse Heylen · Inge Clement · Marisabel Lomba · Gella Vandecaveye · Johanne Vanbergen · Nicole Geenen · Ulla Werbrouck · (Nicole Flagothier) | Włochy · Giorgina Zanette, Giuseppina Macri · Francesca Campanini · Maddalena Sorrentino · Emanuela Pierantozzi · Ylenia Scapin · Lucia Morico · (Miriam Campiotti, Francesca Congia, Antonia Cuomo, Cinzia Cavazzuti, Mara Laici, Donata Burgatta) · Hiszpania · Francisca Casco · Alicia Diaz · Isabel Fernández · Sara Álvarez · Almudena Lopez · Esther San Miguel · Inmaculada Vicent |

## Klasyfikacja medalowa
| Miejsce | Państwo         | Złoto | Srebro | Brąz | Razem |
| ------- | --------------- | ----- | ------ | ---- | ----- |
| 1       | Belgia          | 6     | 1      | 3    | 10    |
| 2       | Holandia        | 3     | 2      | 2    | 7     |
| 3       | Francja         | 2     | 4      | 6    | 12    |
| 4       | Niemcy          | 2     | 2      | 2    | 6     |
| 5       | Turcja          | 2     | 0      | 1    | 4     |
| 6       | Białoruś        | 1     | 1      | 2    | 4     |
| 7       | Gruzja          | 1     | 1      | 0    | 2     |
| 8       | Polska          | 1     | 0      | 3    | 3     |
| 9       | Wielka Brytania | 0     | 2      | 3    | 5     |
| 10      | Hiszpania       | 0     | 2      | 2    | 4     |
| 11      | Austria         | 0     | 1      | 1    | 2     |
| 12      | Czechy          | 0     | 1      | 0    | 1     |
| 13      | Rosja           | 0     | 0      | 3    | 3     |
| –       | Włochy          | 0     | 0      | 3    | 3     |
| 15      | Estonia         | 0     | 0      | 1    | 1     |
| –       | Litwa           | 0     | 0      | 1    | 1     |
| –       | Mołdawia        | 0     | 0      | 1    | 1     |
| –       | Portugalia      | 0     | 0      | 1    | 1     |
| –       | Jugosławia      | 0     | 0      | 1    | 1     |
| –       | Rumunia         | 0     | 0      | 1    | 1     |